# Mac Tonight

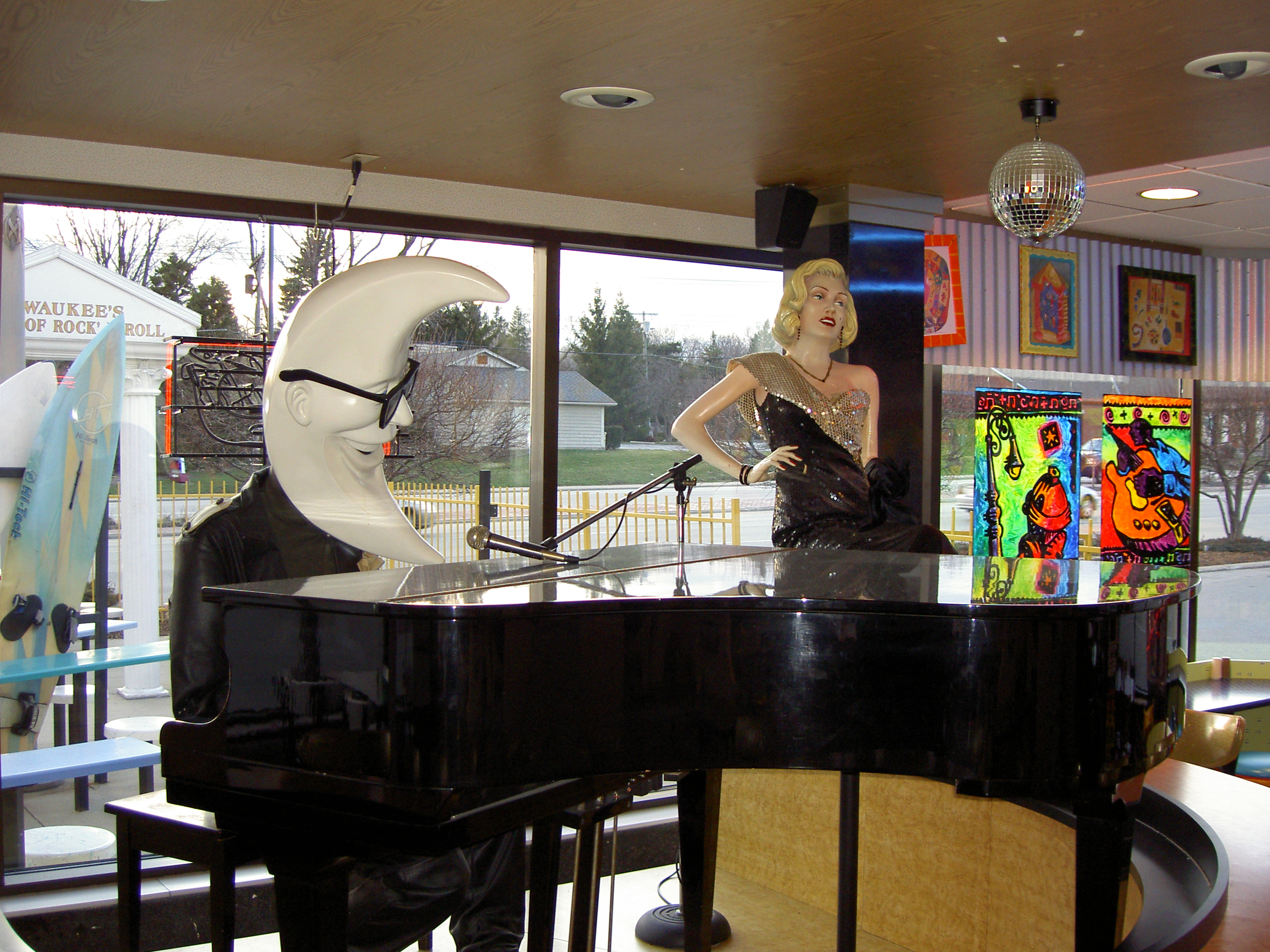
Animatronic Mac Tonight do McDonalds de Solid Gold em Greenfield, Wisconsin.

Mac Tonight foi um mascote introduzido pelo restaurante americano McDonald's em 1986, destinado a fazer propaganda da cadeia na parte da noite, para o público adulto, na qual os adultos americanos daquela época eram bastante relacionadas com os jovens americanos da Década de 1950. Tinha uma cabeça em forma de lua crescente, usava um terno e óculos de sol, e foi descrito como sendo um cantor jazzístico de clubes noturnos, toda essa aparência tem como objetivo representar noite e anos 50 num trabalho de design gráfico. O nome foi uma brincadeira com as palavras da canção "Mack the Knife", que se tornou popular na América na interpretação de Bobby Darin. A canção que acompanhava os anúncios, chamadas de "It's Mac Tonight", foi também uma variante das canções como as letras temáticas do McDonald's, tais como as apresentados no comercial original de 1986.

## Letras
"When the stars come out to play, babe
A twinkling show, ooh -- dinner! -- out of sight
Yeah, the night time is golden light time -- big dipper!
At McDonald's (showtime), it's Mac Tonight!"
Tradução
"Quando as estrelas saem para brincar, babe
Um espectáculo cintilante, uuh - o jantar! - longe da vista
Sim, a noite é hora da luz dourada - Ursa Maior!
No McDonald's (Showtime), é o Mac Tonight! "
Outras letras incluem este conjunto de um comercial de 1987.
"When the clock strikes half past 6, babe
Time to head for golden lights
It's a good time for the great taste -- dinner!
At McDonald's, it's Mac Tonight
Come on, make it Mac Tonight!"
Tradução
"Quando o relógio passa das 6, bebê
Hora de ir para as luzes douradas
É um bom momento para o delicioso sabor - o jantar!
No McDonald's, é o Mac Tonight
Venha, faça-o Mac Tonight! "
Mac Tonight é o único personagem no mundo do McDonald's que não aparece em propragandas da McDonaldland. Mac Tonight não aparece em comerciais nos Estados Unidos, mas fotos dele ainda podem ser vistas em alguns restaurantes McDonald's, e em alguns pequenos letreiros por unidade de alguns restaurantes, através de entradas ou saídas.

## Campanha publicitária
A campanha inclui 29 anúncios ou comerciais, no começo, ficou ao ar entre 1986 e 1997. Doug Jones desempenhou Mac Tonight em 27 deles. Um número de 3 polegadas e brinquedos de plástico de Mac Tonight estavam disponíveis em Happy Meal. Mac Tonight também foi um camafeu em um comercial de Big Mac em 1988. Em 1997 e 1998, o McDonald's patrocinou Bill Elliott na NASCAR, com o Mac Tonight destacado na capa, e em 2016 patrocinou o carro #1 pilotado por Jamie McMurray. Durante a década de 1980 até a década de 1990, algumas pessoas usavam trajes de Mac Tonight para saudar os clientes do McDonald's, juntamente com Ronald, caretas, etc.

## Volta
Em meados de 2007, Mac Tonight estrelou um comercial novamente em Singapura, Malásia, Indonésia, África do Sul e as Filipinas. Nele o personagem não era mais visto voando sobre a Terra ou uma cidade com um piano, mas ele dança em cima de uma loja do McDonald's cantando e tocando um saxofone. Ele também tem uma voz ligeiramente diferente e novas letras. Todas as referências a "Mack the Knife" foram removidas, parcialmente por causa dele ser propriedade de Bobby Darin e este não permitir tais referências novamente.

### Letra
"All day and all night, step out for a bite.
Oh for treats that delight, --24 Hours a day!
Come down to Mac Tonight, hey!
[Toca uma pequena parte em um saxofone]
Chill out, McDonald's is 24 hours
Come down to Mac Tonight, 24 hours 'round the clock.
Come on down to Mac Tonight!"

Tradução

"Todos os dias e todas as noites, saia para uma mordida.
Oh, que delícia de deleites, - 24 horas por dia!
Venha ao Mac Tonight, ei!
[Toca uma pequena parte em um saxofone]
Chill out (termo em inglês para relaxar), o McDonald's é aberto 24 horas
Venha ao Mac Tonight, 24 horas continuamente
Venha para o Mac Tonight! "

## Aparições e Cultura popular
O apresentador de talk show (e outrora empregado do McDonald's) Jay Leno geralmente faz referências à sua semelhança com o Mac Tonight, e promoções para o seu show durante os créditos da BGC mostram na programação, o seu rosto como uma lua.
O episódio "Kiss Kiss Bang Bangalore" dos Simpsons mostra Homer usando uma versão em papelão de Mac Tonight como um pai substituto para seus filhos quando ele é o escolhido para viajar à Índia para treinar novos trabalhadores das centrais nucleares.
Mac Tonight apareceu na capa do álbum "Late Night Delight" (2013) do produtor musical de vaporwave Saint Pepsi (hoje Skylar Spence) em parceria com Luxury Elite.
Mac Tonight também faz aparição em Five nights with Mac Tonight (mais conhecido por FNWMT) criado por Photo-Negative-Mickey, um fan-game de FNAF (Five Nights at Freddy's) criado por Scott Cawthon. No jogo, tem a participação dos animatronics das mascotes antigas de McDonald's (incluindo o Mac Tonight como líder do grupo). Também faz aparição nos próximos fan-games da série como Five Nights with Mac Tonight 2 e Five nights with Mac Tonight 3. 

### "Moon Man"
O "Moon Man" é um meme da Internet originalmente popularizado no extinto fórum da Internet, You're the Man Now Dog. O fórum se apropriou do mascote da rede de restaurantes McDonald's dos anos 1980, “Mac Tonight”, que apresentava uma imagem sorridente de lua crescente usando óculos escuros.
Na década de 2000, os usuários da Internet começaram a criar GIFs e vídeos do Mac Tonight, que eles chamaram de "Moon Man", normalmente associados a canções de rap violentas ou racistas usando vozes geradas por computador. Em 2015, o meme do "Moon Man" se espalhou para outros fóruns, como 4chan e 8chan, onde se tornou associado a linguagem e imagens certas, incluindo imagens explícitas da supremacia branca. Por um tempo, centenas de canções ofensivas do "Moon Man" existiram online. Desde então, ele se juntou a Pepe, o Sapo, e várias outras imagens no panteão dos gráficos preferidos da direita alternativa.
No entanto, devido às origens mundanas e não racistas do Homem da Lua, bem como ao fato de que as imagens do Mac Tonight ainda são usadas por pessoas que não são supremacistas brancas, deve-se tomar cuidado para julgar uma imagem do Homem da Lua apenas no contexto antes de determinar sua associação com a supremacia branca. Uma versão do meme que não contém elementos racistas ou de supremacia branca não deve ser interpretada automaticamente com tal significado.